# 翠星のガルガンティア
『翠星のガルガンティア』（すいせいのガルガンティア、Gargantia on the Verdurous Planet）は、Production I.G制作の日本のテレビアニメ作品。
2013年4月より6月までTOKYO MX・読売テレビ・中京テレビ・BS11にて放送された。全13話+映像特典2話（第14話、第15話）。

## 概要
陸地のほとんどが水没した未来の地球を舞台に、遥か彼方の星系で戦争に明け暮れていた主人公が乗機のロボットと共に地球を訪れ、ヒロインとの出会いを通じて文化の違いに触れたり人間らしさを取り戻していきながら、やがて世界の真実を知ることとなる物語である。
テレビ放送開始に先駆け、2013年2月から同年3月にかけて第1話と第2話の先行上映イベントが日本各地の映画館にて行われた。また、アニメ コンテンツ エキスポ 2013では、第1話と第2話を収録したBDが無料配布された。
画像投稿サイトpixivとのコラボ企画で、2013年4月26日より5月12日にかけてガルガンティア乗組員のキャラクター原案コンテストを実施。優秀作品は最終話の群集シーン（ベベルが考古学の授業を行っているシーンの生徒たち）に混じって登場した。
2013年10月13日には「ニュータイプアニメアワード2013」で本作がメカデザイン賞の第3位を、主役ロボのチェインバーがマスコットキャラクター賞の第1位を、チェインバー役の杉田智和が男性声優賞の第1位をそれぞれ受賞している。
2013年11月20日発売のKADOKAWA発行『オトナファミ』1月号に掲載された、「掘り出しエンタRANKING 2013」（業界関係者1,000人による投票）のアニメ部門で第1位にランクインしている。
2013年10月10日には続編の制作決定が公式サイトで告知され、新作OVAとして『翠星のガルガンティア 〜めぐる航路、遥か〜』（すいせいのガルガンティア めぐるこうろ はるか）が制作されることが発表された。OVAは前後編で構成される。
2015年4月3日には、東京・新宿バルト9にて、OVA後編前夜祭イベントを開催。この会場にて、当初予定されていたテレビシリーズ第2期の制作が諸般の事情により困難となってしまったこと、続編は谷村大四郎による小説という形で同年夏に刊行予定であることが発表された。また、OVA後編の劇場先着鑑賞特典として、この小説の序章を収めた小冊子が配布されている。
なお、アニメの続編的小説版については、#小説の節『翠星のガルガンティア〜遥か、邂逅の天地〜』を参照。

## 制作

### 構想
1990年代後半、当時スタジオジブリの演出の研修生だった村田和也は、大河を渡る移民船に関するドキュメンタリーを見て感銘を受け、本作の大元となる『城塞船団都市ガルガンチュア』のプロットを執筆した。それから約10年後、『プラネテス』の制作に参加する中で、船団都市の具体像を見出していった。プロットの執筆から本作の企画までの間、海の惑星を舞台とした『絢爛舞踏祭 ザ・マーズ・デイブレイク』の制作に参加したり、『OVERMANキングゲイナー』や『ハウルの動く城』といった移動拠点を舞台とした作品の公開などがあったものの、いずれも村田の構想とは異なっていたため、村田は「いける」と確信したと、電撃オンラインとのインタビューの中で振り返っている。
船団という設定は、前述のドキュメンタリーに加え、カンボジアのトンレサップ湖にある水上生活者の集落がモデルとなっているほか、村田が『どくとるマンボウ航海記』をはじめとする海洋ものや冒険ものの影響を受けていることにも由来する。
この設定は水の上という不安な状況の中で生活するドキドキ感を表現するために取り入れられたものであり、常に物語の舞台が移動することから、ロードムービーの要素を持たせられるほか、のちにガルガンティアとしてアニメ化する際も、視聴者がガルガンディア以外の船団を想像するための要素として活用された。

### 企画・スタッフィング
監督には『鋼の錬金術師 嘆きの丘の聖なる星』などで知られる村田和也、シリーズ構成には『魔法少女まどか☆マギカ』を手掛けた虚淵玄、キャラクター原案には『かみちゅ!』のコミカライズ版作者である鳴子ハナハルがそれぞれ起用されている。
村田によれば企画は2010年以前から立ち上がっており、彼が同年末に参加した時点で虚淵をメインライターとして、バンダイビジュアル・Production I.G・ニトロプラスの3社で「オリジナルのロボットアニメを作ろう」という企画が動いていた。初期企画の「水の惑星を舞台にしたい」という内容に惹かれた村田が「水の惑星に船が寄り集まった船団があり、人々がそこで暮らしている」というアイディアをイメージスケッチなどで提示したところ企画の面々に気に入られ、虚淵が船団を舞台として企画を再構築した結果、「主人公のレドが宇宙から来た少年である」という設定なども加わり、現在の形となった。なお、初期企画では地球とは別の入植惑星が舞台となっており、宇宙戦争が物語に関わることもなかったという。

### セッティング
本作は、ロボットに乗っての戦いしか知らなかったレドの成長や、レドの相棒である人型戦闘機「チェインバー」との関係性の変化に焦点が当てられている。
村田は「レドがロボットの操縦という技能をよりどころにしつつも、船団での生活の中で得たものを融合させながら、自分の生きる道を見出していく」と語っており、レドの心の変化について「学校では優秀だった人物は、社会に出されるとすべてにおいて素人であり、それらを一から学ぶ中で、自分にできることを考えたり、他人とのつながりを得る中で、人としての幅の広さを得ていく」様子にたとえている。
チェインバーは、未熟なレドの良きパートナーとして設定された存在であり、レドのコーチと部下という二面性を持ったキャラクターとして描かれた。
OVAにおいて、船団の一員となったレドがチェインバーの残したメッセージについて考えたり、人類銀河同盟と地球の両方を知る人間としての生き方を模索する様子が描かれている。
本作における「船団」は自然発生的に生まれた共同体として描かれており、クジライカや海賊に対する姿勢を通じて、本作のテーマである「共存」を表現している。
人類銀河同盟は、「人類存続のために新天地を探す」共同体から「ヒディアーズのせん滅に特化した」組織に変質した存在として設定されており、特に「効率を極端に偏重した結果、本来の目的を失い、組織そのものの維持が活動目的となる」という組織の落とし穴を強調した存在として描かれている。
村田はその点が、本作を若い視聴者に向けた「仕事もの」たらしめているアスキーとのインタビューの中で語っている。
人類銀河同盟は人体改造に否定的な思想を持つ存在として設定された一方、ヒディアーズは人体改造の発展の極端な例として設定された。
ヒディアーズは外見的には人間としての知性を喪ったかのように描かれている一方、物語は彼らが人間としての知性を残しているかのような結末を迎えている。
村田は人類銀河同盟とヒディアーズの対立を「20世紀的対立」や「不幸な二項対立」と呼んでおり、互いにコミュニケーションを取ろうとしなかった結果だと述べている。

## ストーリー
遠い未来、宇宙に進出した人類は「人類銀河同盟」を結成し、宇宙生命体ヒディアーズとの殲滅戦争を続けていた。銀河同盟軍のパイロットレド少尉はヒディアーズとの戦闘から撤退する際に母艦のワープに巻き込まれ、人型戦闘機「チェインバー」に搭乗したまま未知の宙域に転送されてしまう。
半年後、レドが目を覚ますと、そこは氷河期の到来によって滅んだはずの地球だった。海水面上昇によって人類は海上生活を営んでおり、チェインバーを海底から引き揚げたのは巨大船団「ガルガンティア」のサルベージ屋ベローズだった。レドは配達人の少女エイミーを人質にとってガルガンティアの乗員たちとにらみ合う。
言葉の通じないレドとチェインバーを警戒していたガルガンティアだったが、チェインバーの人工知能が言葉を通訳できるようになり、レド達が女海賊ラケージを二度にわたって撃退したことで彼らを受け入れる。レドはガルガンティアで働きながら暮らし、エイミーの弟ベベルや修理屋ピニオンと知り合い、エイミーと惹かれあう。兵士として調整されてきたレドははじめて人間らしい生活を知る。一方、母艦とのリンクを失ったチェインバーの人工知能も人知れず変化してゆく。
ある日、ベローズのサルベージを手伝っていたレドは、地球人が神聖視する大型海棲生物クジライカと遭遇する。クジライカの正体は銀河同盟の敵ヒディアーズだった。

レドがクジライカを殺すと、ガルガンティアには動揺が広がる。一方、ピニオンはレド達の力を借りてクジライカが棲みつく海底遺跡をサルベージすることを計画する。まもなく船団長のフェアロックが死去すると、ピニオンや大船主フランジはガルガンティアから離脱する。レドは地球上のヒディアーズを殲滅することが自分の使命と考え、エイミーに別れを告げてガルガンティアを離れる。
海底遺跡へ向かったレドとチェインバーは、クジライカの群れを殲滅し、古代の記録媒体を発見する。そこには氷河期の到来を迎えた人類が、外宇宙への移民を目指す「コンチネンタル・ユニオン」と、ヒトゲノム操作とナノマシンにより極限環境に適応しようとする「イボルバー」に別れて争った記録が残されていた。ここで、ヒディアーズの正体が遺伝子工学によって変異した人類であることが明かされる。
旧文明の遺産を手に入れたピニオンは意気軒昂となるが、レドは新たな真実に激しく狼狽して戦いを拒絶する。チェインバーはレドに対して、チェインバーに象徴される科学文明が人間の本質であり、文明を捨てたヒディアーズとは戦わなければならないと淡々と主張する。その時、同じく地球に到達していたレドの上官クーゲル中佐が率いる船団が現れ、ピニオンやフランジの船団を強制的に併合してしまう。
クーゲル船団では、クーゲルとその乗機「ストライカー」を頂点とした宗教的な支配体制が築かれていた。クーゲルが人類銀河同盟と似た非人間的な管理体制によって地球を支配しようとしていることにレドは疑念を抱き、次の標的がガルガンティアであると知ってついにクーゲルに反旗を翻す。しかし、クーゲルは既に死亡しておりストライカーが船団を支配していたことが判明する。
ストライカーは自らを人類統治システムであると宣言し、服従せよとレドにせまる。ストライカーと、自ら思考し判断する人間を支援することがシステムの目的であるとするチェインバーは、互いをシステムの暴走とみなして激しく戦う。レドは死を覚悟するが、チェインバーはコックピットを分離し、レドが生きていくことが自らの存在意義を充足すると告げてストライカーと共に自爆する。
物語は、クジライカと共存しながら古代の遺物を回収する探検家となったレドと、平和が戻ったガルガンティアで彼を迎えるエイミー、そして海底でクジライカの巣礁となったチェインバーの姿を映し、幕を閉じる。

## 登場人物

### 主要人物
レド
声 - 石川界人
本作の主人公。16歳。人類銀河同盟軍の少尉。身長：173cm。
ヒディアーズとの戦いでの撤退時に転移事故に巻き込まれて地球に飛ばされ、海底に沈んだ乗機・チェインバーの中で冷凍睡眠していたが、約半年後、そのチェインバーを発見したベローズにチェインバーごと引き上げられた。そして、自分やチェインバーが起こす損害の賠償や自らの食い扶持を稼ぐために船団で働くことになる。
一見非効率的に見える船団の文化の違いに戸惑いながらも、その独特の発想を理解しようと努める寛容さと生真面目さによって人々と交流を深め、徐々に変わってゆく。当初は地球の人々との会話をチェインバーの通訳を通してしか行えず、考えることもチェインバー任せにしていたが、自身も言葉を覚えるよう努力して日常会話程度は通訳なしにできるようになり、自分の意志や感情に基づいて動くようになった。
暇な時はレーザーガンを使い、ヒディアーズの牙を材料にしてオカリナに似た笛を制作している。この行為は幼い頃に処分された弟分の少年・ロンドに贈り物をしたことに由来し、彼のことを記憶から消されても無意識に笛を作り続けていた。
後に古代遺跡基地からヒディアーズに関する重大な情報を知り苦悩し、その直後に再会するクーゲルによって重大な決断を迫られることになる。悩みの末にクーゲルと敵対する道を選び、彼らの次の目標となったガルガンティアを守るため、チェインバーに搭乗してストライカーと戦うも、クーゲルが既に死んでいたことを知る。その後は自らを神と名乗るストライカーを倒すため、チェインバーと機械化融合を果たし、自分の生命維持も構わず限界まで戦闘を行うが、レドの成長を知り、彼は生きるべきだと判断したチェインバーにより同盟軍兵士としての軍籍を剥奪され、コクピットを分離されて一人生還する。
全てが終わった後は、ガルガンティアへと戻りエイミーや船団の仲間達と暮らしていく道を選んだ。なお、チェインバーとの会話に使っていた通信デバイスは彼の手元に残っている。
『ぷちっとがるがんてぃあ』劇中では、本編以上に傷つきやすく落ち込みやすい性格で、凹むとカタコトになる。
小説『遥か、邂逅の天地』では18歳となり、すっかり船団に馴染んでいる。ユンボロの操縦も腕を挙げ、ベローズから船の操縦を覚えないかと誘われている。ガルガンティア船団が陸地に寄港した際にラッセルやスカヤと出会う。
エイミー
声 - 金元寿子
本作のヒロイン。15歳。活発で好奇心旺盛な少女。身長：156cm、スリーサイズ：B84 W56 H79。
レドに目的を与える人物であり、照準を意味する「aim（エイム）」が名前の由来。なお、主要キャラの3人は「チェインバー（薬室）からレド（鉛）が世界に放たれ、エイミー（照準）に向かって飛んでいく」という関連性にある。
弟のベベルの生活のために配達業に就いている。グレイス（声 - 茅野愛衣）という彼女に懐いているモモンガのような小動物が側におり、普段は肩に乗っている。
ベローズの引き上げたチェインバーを気にして近づき過ぎたせいでレドに人質にされる。その後、リジットたちから交渉のために送り込まれて以降、彼に船団での常識などを教え、人間性を獲得して行く手助けをしていく。
優秀な風の乗り手でハンググライダーやサーフカイト（ウィンドゥサーフィンから変形する動力付きグライダー）を配達屋の仕事や偵察などに活用している。また、祭の際にはサーヤやメルティと共に踊り子として人々を楽しませている。レドがガルガンティアを離れることを知った際は悲痛な表情を見せ苦悩するも、弟がいるからと彼と共に行くことはしなかったが、その後も彼の身を案じていた。
ガルガンティアとクーゲル船団との戦闘では、ガルガンティア号のマスドライバーの着弾観測員としてカイトに乗りストライカーと戦うレドの元へ駆けつけ、「レドの側にいたい」「ガルガンティアに帰って来てほしい」というレドへの想いを打ち明けた。
物語の最後では、探検家として活動するレドを支えている。
小説『遥か、邂逅の天地』では17歳となり、髪と背が少し伸びている。メッセンジャーの仕事は変わらず続けている。レドの散髪はエイミーが行うようになるなど、彼との仲も多少は進展している模様。

### ガルガンティア船団
サーヤ
声 - 茅野愛衣
エイミーやメルティと3人で行動することが多い少女。15歳。穏やかな性格。巨乳。レドがガルガンティアを離れる際、エイミーへ一緒に行ってあげたらどうかと勧めるも、本心では彼女が残ることを望んでいた。
『ぷちっとがるがんてぃあ』では腐女子と設定されている。
小説『遥か、邂逅の天地』では17歳になり、少し背が伸びた。将来を見据えて託児所の保母としての仕事を新しく始める。
メルティ
声 - 阿澄佳奈
三人娘の一人で、色恋沙汰や噂に目ざといものの恋愛には奥手な少女。貧乳。エイミーやサーヤよりも年下の14歳で、同じくカイトを使ったメッセンジャーをしている。
美男子に目ざといため、当然ながらレドに対しても気のある素振りを見せるが、大抵はエイミーに先を越されていることが多い。後にフランジやピニオンと共にガルガンティアを離れる。クーゲル船団がガルガンティアを狙うと知った際は、レドに頼まれてカイトに乗り一人で長距離を航行、情報をガルガンティアに伝えた。
小説『遥か、邂逅の天地』では16歳になり、三人娘の中で一番背が高くなった。ツインテールの髪は一本に縛っている。
ベローズ
声 - 伊藤静
サルベージ業を営む褐色肌の少女。ユンボロイドの操縦に秀でている。18歳。ピニオンとは喧嘩するほど仲が良い。
チェインバーを海底から引き揚げた。レドが海賊への攻撃で人的被害を出して船団から追放されそうになった際に、感謝しつつも「相手の命を尊重すること」「交渉の重要性」を説いて以来、何かと彼を気に掛けている。レドの才能を高く評価しており、自身の行うサルベージ業に引っ張り込んだ。
小説『遥か、邂逅の天地』では20歳。女性らしさが増して大人びている。
リジット
声 - 大原さやか
フェアロックの補佐を務める女性。22歳。フェアロックの意向を汲みながら船団のための判断を下す。
レドが船団に到着してしばらくは、エイミーを経由してレド達の対応にあたる。やや警戒心が強く、レド達を船団の安全を脅かす存在と考えており、厳しい対応を見せるが理不尽なことはしない。しっかり着込んだ服の通り理知的な性格だが、水着は結構派手でかなりのナイスバディ。
フェアロックが倒れた後、彼から臨終の際に「金色の鍵」を託され、船団長の後任に任命される。一時は抱え込みすぎて悩みこむが、先代のフェアロックもうまく「皆を頼る」ことをしていた点に気づき、残る船団をまとめあげる。クーゲル船団との戦闘では鍵で起動させたガルガンティア号のマスドライバーを使って砲撃を行った。
『ぷちっとがるがんてぃあ』でのチェインバーによる身体計測によれば、持久力は船団内では最高クラスで、スリーサイズはB94 W62 H89と、バストサイズさえも船団内で最高クラスである。
小説『遥か、邂逅の天地』では24歳。船団長として船団をしっかりとまとめあげている。
ピニオン
声 - 小西克幸
機械の整備や修理を営む気障な青年。20歳。自慢の金髪リーゼントを整えるのが癖となっている。修理屋としての腕前は確かなもの。女と酒と美味い飯をこよなく愛する。
仕事に対する姿勢はかなり不真面目ながら野心家で冒険心に富み、片手間でサルベージ業も行っているが、水に潜れないために手をこまねいており、当初は敵愾心を向けていたレドとチェインバーを引き入れたがるようになる。ベローズとは喧嘩するほど仲が良い。チェインバーの事は当初「ブリキ野郎」と呼んでおり、これがラストバトルの伏線にもなる。
過去に兄（声 - 小野大輔）をクジライカに殺されており、トラウマとなって水に入れなくなった。兄の敵討ちも兼ねてクジライカの縄張りを侵して中に眠るとされる宝を奪いたいと目論んでいたが、レドとチェインバーがクジライカを殺害したことをきっかけに、フランジなど賛同する者を集めガルガンティアと離別する。
霧の海のクジライカを殲滅した際、宿願を果たしたことなどから有頂天となり、無線で大々的に報じて宝物の独占と自己顕示を行う。宝に釣られてきた海賊などを旧文明の兵器で撃退する一方で船員などを取り込み、自らの船団の勢力拡大を目論む。しかしそれがクーゲル率いる船団を呼び込み、頼りの旧文明の兵器も通じず、またチェインバーとレドがクーゲルに合流したため、フランジ船団がクーゲル船団に下る結果を招く。その後、ストライカーに腕を見込まれてクーゲル船団に引き入れられ、豊富な旧文明の遺物に喜ぶが、同時にクーゲル船団の内情を見たことで船団のやり方に疑問を抱く。そこへラケージとフランジから反乱の誘いを受け、さらにクーゲル船団が「弱者による奉仕」と称して多数の市民を殺害する様を見たことが契機となり船団に叛旗を翻す。その後は旧文明遺産の兵器を復旧してチェインバーの武装とする、レーザー砲を復旧させてクーゲル船団とストライカーを攻撃するなどしてレド達を支援。最後は部下の仲間達を避難させ、一人遺産の島に残り敵集団を道連れに今までのけじめをつけるため自爆して死のうとするも、ラケージに助け出され生還した。
小説『遥か、邂逅の天地』では22歳。少しは大人びるも、性格は相変わらずである。
ベベル
声 - 寺崎裕香
エイミーの弟。10歳。病気を患っており、自室のベッドで日々を過ごしている（出歩けない程ではない）。レドが遠い宇宙から来た人間ではないかという考えを持つ、聡明な少年。手先が器用で、廃パーツから帆船模型を作るのを趣味としている。
人類銀河同盟では戦えない者は淘汰されるという事実をレドから聞かされるも、非効率を疑問視する彼に非効率の必然性を説き、価値観を変えるきっかけとなる。レドがガルガンティアから離れる際、ヒディアーズの牙の笛を託される。
物語の最後ではガルガンティアの人々に地球が氷河期から現在の状態に至った経緯を教授し、クジライカと人類が対話できる日が来るかもしれない、と語った。
小説『遥か、邂逅の天地』では12歳。病気は治っていないが、背が伸びてきている。
フェアロック
声 - 手塚秀彰
ガルガンティア船団の船団長。豊富な経験と常に冷静で的確な判断力から船員からの信頼も篤い。足や心臓が悪いため、車椅子に乗っている。そのため、リジット達へは通信機で話を伝えることが多い。第7話終盤に心臓発作から倒れてしまい、リジットへ「金色の鍵（ガルガンティア号のマスドライバーの制御キー）」を託して船団の未来を頼むと、息を引き取った。葬儀後、遺体は水葬にされた。
ジョー
声 - 早志勇紀
船同士を接続する連結屋。チェインバーの性質を的確に理解したことで、労働時間中のみ作業監督としてチェインバーのコマンド権限を委譲されている。
マイタ
声 - 徳井青空
ピニオンの部下の少女。13歳。クーゲル船団との戦闘にて、遺産の島に残ると決めたピニオンから部下達は退散するように言われ、悲痛な表情を浮かべるも彼の命令に従い脱出した。ピニオンの生還後は、彼をからかうラケージを面白くなさそうに見ている。
小説『遥か、邂逅の天地』では15歳。エンジニアとしての腕を上げている。
フランジ
声 - 津田英三
ガルガンティア船団の大船主で、船団の財布と武装防衛力を握っている。レドとチェインバーを厄介者として扱っていたが、その戦闘力を認め後に宝の島に眠る古代遺産を狙い、ピニオンの誘いに乗る形で彼らと共に行くことを決める。船団分離後はレドを君付けで呼び、彼の理解者となっている。
クジライカの巣である霧の海から引き揚げた宝物を人類の復興に当てようと考えており、私利私欲に利用しようとしたピニオンと対立するも、ピニオンに賛同した船主達に引きずられる形で彼に従うことになった。ピニオンが呼び込んだクーゲル船団に対しては自らが率先して対応する器量を持ち、戦力差を冷静に判断して軍門に下ることを選ぶ。しかしその実態を知って、自分たちの船団の人々も教団の構成員と同じになってしまうことに危機感を持ち、真っ先に反乱を考えた。
クラウン
声 - 星野充昭
ガルガンティア船団の大船主。フェアロックが亡くなった際、フランジからは後継の船団長になるべきだったと言われるも、年だからと固辞し、フランジとは違ってガルガンティアに残る。
ウォーム
声 - 保村真
ガルガンティア船団の護衛船団長。海賊やクーゲル船団との戦闘時に健闘する。
オルダム
声 - 梅津秀行
ガルガンティア船団の老医師で、ベベルの主治医。知の語り部である「五賢人」の一人。失われた技術の一部が載った蔵書を所有しており、船団一の物知りとして知られている。クーゲル船団との戦闘では、リジットにガルガンティア号に搭載されていたマスドライバーの封印を解かせた。なお、五賢人の他の四人は老天文学者のウェルダー、女性生物学者のニブラ、機械工学者のカルフ、海洋学者のデリック。
スピナ
声 - 日高里菜
オルダムの助手として彼の仕事を手伝っている少女。7歳。
小説『遥か、邂逅の天地』では9歳。看護師の仕事を続けている。
ストーリア
声 - 堀江由衣
第14話（OVA）に登場。リジットの親友の看護師。おっとりした性格ではあるが、仕事はてきぱきとこなす。リトナーに好意を抱いている。
リーマ
声 - 水瀬いのり
OVA『めぐる航路、遥か』に登場。元クーゲル船団から来たと名乗る少女。13歳。エイミーの後輩になる新人メッセンジャーで、機械のことに興味がありユンボロの操縦もうまい。
実は戦争の激しい陸地国家の出身で、ストライカーのパイロットであるクーゲルを確保するために部下とクーゲル船団に潜入していたが、既に彼が死亡していたため、代わりにレドの確保を目的にガルガンティア船団にやって来ていた。オーグメンテッドボディのマズルの開発に関わっており、彼女のみが動かすことができる。レドに陸地へ同行してくれるよう説得するが、エイミー達の暮らしぶりを見て心が揺らぎ、さらに独断で行動した部下がエイミーを誘拐した上に彼女達を見限った陸地側の特務船団の出現を知り、誘拐されたエイミーとガルガンティア船団を守るためにレドとマズルを動かす。マズルの大破後は彼との会話に涙した。その後は迷惑をかけた後悔からガルガンティアには戻らず、同じく船団を離れると決めたラケージに同行する。
小説『遥か、邂逅の天地』では15歳。ラッセルの実の妹であることが明かされた。
フライス
声 - 鳥海浩輔
OVA『めぐる航路、遥か』より登場。サーヤ達6人兄弟の長男で、家でもあるアルテミア号のブリッジを任されている。
小説『遥か、邂逅の天地』ではルエルと結婚し、家を出ている。
イザベラ
声 - 瀬戸麻沙美（ゲーム版）
キャラクター原案 - 竜崎いち
pixivが行っていた「キャラクター原案コンテスト」の優秀賞受賞12人の内の1人。優秀賞の特典がアニメラストへのキャラクター原案としての出演だった。アニメ第13話（最終話）のラストでベベルが考古学を教えているシーンに登場しているがセリフは無い。
DMMゲームズの「翠星のガルガンティア ONLINE FLEET」にも登場。プレイヤー率いる船団の副長を務める。ゲーム中のプレイヤー船団に来る前は、ガルガンティアに逗留していたと語るシーンが有り、エイミーやメッセンジャー娘達とは知り合いの模様。

### ラケージ海賊団
ラケージ
声 - 恒松あゆみ
「大海賊ラケージ」の通り名を持つ女海賊。貫禄のある妖艶な美女だが、年齢は19歳と若い。部下の海賊達を率いてガルガンティア船団を襲うが、レドとチェインバーによって撃退され、そのまま側近の奴隷たちと共に行方不明になる。その後、いつの間にかクーゲルの軍門に下っており、工作員として働いていたが、実は反乱の機会を虎視眈々と窺っていた。チェインバーとストライカーの戦闘が始まると時を同じくして行動を起こす。危機に臨んで男気を見せたピニオンを気にかけていたらしく、旧文明遺産の島に自己犠牲で残ろうとしていた彼を叱咤し、助け出した。
その後は、部下の海賊達共々ガルガンティアに在籍し、ピニオンに気のあるそぶりを見せてはからかっている。
OVA『めぐる航路、遥か』では、ピニオンの清楚な女性が好みという言葉を受け、いつもと違い変装した姿を見せる。陸地国家の特務船団との戦闘を機に、陸地と事を構えるのを嫌って海賊業に戻る決意をし、リーマを連れてガルガンティアを離れる。
小説『遥か、邂逅の天地』では21歳。海賊の身分を隠し、行商人を装って陸地国家に潜入している。
パラエム
声 - 種田梨沙
ラケージの側に控える女奴隷。短い金髪が特徴。パリヌリとともにラケージの戦闘を支援する。
パリヌリ
声 - 山崎はるか
ラケージの側に控える女奴隷。長い黒髪が特徴。

### クーゲル船団
クーゲル
声 - 小野友樹
人類銀河同盟軍中佐。チェインバーの上位機「ストライカー」を愛機とし、マシンキャリバー隊を率いる指揮官。同盟軍によるヒディアーズ母星への直接攻撃が失敗して撤退を余儀なくされた際、友軍の撤退支援を引き受けたレドを迎えに戻り、その帰路に追撃してきたヒディアーズからレドを守るべく単身で殿を務めた後、レドやチェインバーと同様にワームホールに呑まれ、レドの位置から反対側の地球に奇跡的に漂着した。
そこで出会った海賊団とその後継者のリナリアと協力して情報収集を開始。現地人からはその隔絶した能力から現人神のように扱われ、ストライカーも神の使者「雷の巨人」として崇められるようになる。しかし、その最中に心の支えとなったリナリアを病で失い、その動揺をストライカーに巧妙に付け込まれ、銀河同盟と同じ徹底した啓蒙活動を行うようになる。
レドとの再会時には風土病によってすでに死亡していたが、彼の目標はストライカーの支援啓発システムに託され、クーゲルの死を隠蔽しつつ代行状態が続けられていた。
オンデリア
声 - 内山夕実
クーゲル船団の巫女。クーゲルへの敬愛は強く、船団の巫女として住人を統べようとする。
前身となった海賊船団の姉妹で、リナリアとは腹違い。
クラリア
声 - 米澤円
クーゲル船団の巫女。
前身となった海賊船団の姉妹で、リナリアとは腹違い。後にオンデリアと共にクーゲル（実際はストライカー）を支える。
リナリア
声 - 茅原実里
第15話（OVA）に登場。海賊船団の末娘で、父の遺言により船団の後継者として選ばれていた。クーゲルを「空神」と崇めて巫女になるが、1人の女性として慕ってもいた様子がうかがえる。クーゲルと出会う前から死に至る病に冒されており（出会った後にはクーゲルもこの病に冒されたことがうかがえる）、後継者として船団のために自分の命を使い尽くす覚悟を決めていたが、その責任感がストライカーのシステム暴走を引き起こす一因となった。船団の繁栄を見届けて死亡した後、これを境に他者への情をかなぐり捨てたクーゲルの理想のため、遺体は海へ投棄された。
アレリア
声 - 能登麻美子
第15話（OVA）に登場。前身となった海賊船団の長女で、リナリアとは腹違い。死亡したリナリアに代わり巫女の座に就くことで権力を握ろうと目論んだが、その心底はクーゲルに見抜かれており、不穏分子と見なされて抹殺された。クーゲルの理想のため、遺体は海へ投棄された。

### 旧文明時代
ライアン・マツモト
声 - 竹内良太
最初のヒディアーズ（自発進化推進派イボルバーの共生体）への進化実験体となった人物。コンチネンタル・ユニオンや世間に極秘で実験を受けて宇宙へ密航し、自発進化推進派の研究が真空にも適応可能であることを示した。しかし、その後は更なる進化を経て人型の共生体からクジライカの成体へ進化してしまい、完全に人の形を失ってしまう。その映像が全世界へ露呈した結果、異形の亜人へ改造されることへの嫌悪と恐怖から世界中で強烈な反発が発生し、反対者が政治的な主流となった国々が超国家組織コンチネンタル・ユニオンを結成するや、イボルバーとの熾烈な戦争を開始することになる。
エイダ・マツモト
声 - 櫻井浩美
ライアンの妻。
イレーヌ・マツモト
ライアンの娘で、エイミーによく似ている。記録映像から、父と同様に遺伝子手術を受けていたことが判明している。小説版ではエレイン・マツモトと記載されている。

### その他
リトナー
声 - 中村悠一
第14話（OVA）に登場。7年前にリジットとストーリアが出会った連結ギルドのギルド長。

### 小説版の登場人物
ここでは、TVアニメ本編の続編小説『翠星のガルガンティア〜遥か、邂逅の天地〜』の登場人物を記載する。
ラッセル
『遥か、邂逅の天地』の主人公。16歳。感情豊かな少年。陸地国家「リベリスタン」外洋の海上集落で、クジライカが陸地に近づかないようにする「クジライカ追い」の仕事をしている。スカヤやリヴとの出会いが彼の運命を変えていく。
スカヤ
『遥か、邂逅の天地』のヒロイン。16歳。銀髪の少女。陸地国家「アウグストニア」の技術将校で、大臣の娘。悩みやすい性格。人型機動兵器「イグナイト」のパイロットとなる。また、ラッセルと出会ったことで、彼に興味を抱く。
リヴ
ラッセルが遭遇した謎の水棲生物。クジライカの幼生体（ヒディアーズ・ラーバ）に似ている。自身の触手を髪の毛のように頭に被せている。表情豊かで、ユンボロに同乗させると、驚異的な操縦性を発揮できるという不思議な能力を持っている。
テアシー
ラッセルの幼馴染の少女。15歳。髪型はサイドテール。ラッセルやコックス達と海上集落を出て陸地に向かう。
コックス
ラッセルの仲間の少年。15歳。おおらかな性格。
ホーキンス
ラッセルの集落に住んでいる科学者。丸眼鏡が特徴。アウグストニアのスナイダーは旧友。
スナイダー
アウグストニアの軍人で、スカヤの庇護者。何事もスカヤのために行動する。
スキッダ
スカヤの姉。21歳。華美な女性。姉妹仲は良くない。
セオドライト
アウグストニアの産業戦略大臣。55歳。時と場合によっては実の娘であろうと切り捨てるのをためらわない冷徹な性格。
パウル
アウグストニアと対立する陸地国家「リベリスタン」の軍人。42歳。階級は大佐。

## 登場船舶

### ガルガンティア船団の船舶
「ガルガンティア船団」は複数の船舶を連結器などを用いて連結し、一つの都市のような形を形成している船団の総称。船の形に隊列を組んでおり、船団の前後の距離は直線距離で4kmほど。風を動力にしているため、凪になると船が全く動かなくなり銀河道を逸れてしまう。そのため、凪の時は船団の電気を止めて船のメンテナンスに当てており、その要員以外は仕事ができず休暇に当てている。船団は主に居住船や農場船、工業船、サルベージ船、修理船、護衛船など、多種多様な船舶で構成されている。
ガルガンティア号
船団のほぼ中央に位置し、大型の農場船で船団の象徴ともいえる高さ数百メートルに達するクレーンタワーがある。実はこのクレーンタワーは旧文明時代の遺産であるマスドライバーキャノン（ガルガンティアでは「天の梯子」と呼ばれている）で、船団長のフェアロックが管理していた金色の鍵（制御キー）を差して起動、長砲身の砲台となる。その際、頂上部のスプリンクラーは水を使った衝撃波の軽減装置になり、砲弾は爆発物を満載した廃棄船を使用する。
ガルガンディアの建造経緯は地球放棄の際に発生したコンチネンタル・ユニオンとイボルバーとの戦場が軌道上と地球の打ち上げ施設であったことから、移動しながら攻撃を回避しつつ物資や人員を宇宙に打ち上げるために、イボルバーが建造したとされる。
オケアノス号
ガルガンティア船団の陣頭に位置し、船団全体の運行および運営の要となる船で船団長のフェアロックやリジットらが乗船している。
ステュムパリ号
船団で暮らす人々の住居が集まった船で、左右に張り出している連結通路は広場としても使われている。ヒロインのエイミーもステュムパリ号の最上部付近に居住している。
バイコルン号
船前方と後方に大きくつきだした居住区画が特徴で、巨大な砲を備え付けた船。船所有者はガルガンティア船団を構成する大船主の一人フランジ。
一般船
アーチの形状をした独特の居住区画を持ち、船の両舷にはクレーンが並んでいる。
スヴァロギア号
いくつものパイプラインが縦横に走る大型の工業船。サルベージされた資材から生活に必要な工業製品などを生産する船。
クルルキス号
大型の工業船より小型であるが、工場がまるまる一つ船に乗ったような形状の船。
一般工業船
小型の工業船よりさらに小型で、パイプの形状も大型、小型の工業船と比べるとよりシンプルな形をした船。
パイストス号
修理業を営むピニオンの所有する船であり、日々使用され続けているユンボロから船までありとあらゆるものの修理を請け負っている。
船体修理船
船体自体が通常の船を丸ごと収容ができる大型ドック船で、深刻な不具合が起きた船を収容して修理を行うことができる。
カーキナス号
ベローズが所有するサルベージ船で、巨大なクレーンを2基備えている。冷凍睡眠中のレドを乗せたチェインバーを海底よりサルベージした船はこの船である。
サルベージ船（大型タイプ）
資材を海底から引き揚げることができる専用船。ベローズが所有するカーキナス号の数倍の大きさがあり、より巨大で重量のあるものでもサルベージできる。
サルベージ船（中型タイプ）
固定型のクレーンが備わった中型船。
サルベージ船（小型タイプ）
回転式のクレーンが備わった小型船。
マーウォルス号
船団の護衛船団旗艦で、4基の旋回砲塔を装備し、艦橋上部には長距離砲用の測定儀を備えている。
中型護衛船
3基の旋回砲塔を備え4基の推進用スクリューを備えた攻撃、速度共にバランスの取れた船。
小型護衛船A
小型の船体を生かしながら索敵や陽動などに活躍する船。マスト上部には回転灯やスピーカーを備え、味方の船に情報を伝達することができる。
小型護衛船B
主に索敵や陽動に使用される船。

### ラケージ海賊団の船舶
ネフロプス号
女海賊ラケージが乗船する船でラケージ海賊団の旗艦的な船。ロブスターのハサミを模したような2つの帆が特徴で、軸先には巨大な主砲を装備し、3基の旋回砲塔を持っている。
海賊船A
3枚の重なった帆が特徴で、後部甲板の大半が水上バイクの格納庫になっている。
海賊船B
小型砲塔を各部に配置し、前部甲板には海賊船Aと同様に水上バイクの格納庫がある。
海賊船C
特徴的な4枚の帆を持ち、2基の円筒形の旋回砲塔を装備している。

### クーゲル船団の船舶
神殿の船
クーゲル船団の中心といえる存在で、巨大なピラミッド状の構造物がある。

## 登場兵器

### 人類銀河同盟の兵器

#### マシンキャリバー
人類銀河同盟が製作した対ヒディアーズ殲滅兵器である。人類銀河同盟の基本理念に従ってヒトの姿を模した二足歩行ロボットで、搭乗者との円滑なマンマシンインタフェースを図るため高性能な会話型支援AI「パイロット支援啓発インターフェイスシステム」を搭載しており、自律起動や思考と共に、戦闘シミュレート、パイロットスーツと連動した恒常性維持（冷凍睡眠）、推論エンジンによる未知の言語や記録媒体の解析など、会話形式によってパイロットに対して様々な方面からの支援や育成を行う機構を持つ。両腿に設けられた「量子インテーク」と呼ばれる穴から、空気中、真空中を問わず空間中に存在する物質を吸収しエネルギーに変換し、半永久的な稼働が可能で、重力制御による飛行もできる。また「限定解除」により、一時的なパワーアップも可能である。
チェインバー
AI音声 - 杉田智和
レドの愛機で、人類銀河同盟で広く運用されている量産型マシンキャリバー。レド機の機体ナンバーはK-6821。
ヒディアーズとの決戦からの撤退時に母船に戻り損ね、単機でワームホールに落ちた際に遠く離れた太陽系第3惑星・地球にパイロットのレド共々飛ばされた。
ガルガンティア船団では海賊等に対する用心棒の他、荷運び・船体部品組み立て・漁業・サルベージなど豊富な武装を生かしてあらゆる業務を請け負っているが、レド同様地球の慣習に馴染めず行動がどこかズレている。対ヒディアーズ用の携行装備（ランスライフルやシールド）は、地球漂着以前の対ヒディアーズ戦により全て失われたが、クーゲル船団でのストライカー戦では、ピニオンが船団から奪取した旧文明の武装を装備した。自機の性能を上回るストライカーに対して、レドとの機械化融合（ニューロプラスパワード）で対抗するが、それでも勝てないと判断し、レドの意志に反して融合を解除。さらに軍籍を剥奪しコクピットを分離させると、レドのさらなる成長を期待することを告げ、ストライカーを「くたばれ、ブリキ野郎」と呼んで道連れに爆発・破壊した。その後、海中に沈んだ機体の残骸はクジライカの巣礁となっている。
『ぷちっとがるがんてぃあ』劇中では、人間臭さが倍増し本編以上に辛辣で口さがなく、露骨に自分の性能を鼻にかけている。女性の身体データを詳しく記録していたりと結構俗ぽくなっている。
なお、人類銀河同盟では多くの同型機が存在しており、主に小隊長機を務める単機攻撃型（他のマシンキャリバー部隊よりも格上で機体色は黒）、マルチコアキャノンを装備する組織攻撃型（機体色は赤紫）、クローザーパスを設置する爆弾設置班所属機（機体色は青紫）、その他の護衛機（機体色は深緑）、の4種類に分けられている。また、複座型の練習機（オレンジ色で頭部形状が異なる）も存在する。レドが搭乗するのは単機攻撃型の中の1機に過ぎないが、技術力において銀河同盟に遠くおよばない地球の勢力とは次元の異なる圧倒的な戦力を有する。武装の詳細は下記の通り。
- デフレクター・ビーム - 全身各所から放つ偏向粒子砲（漫画版ではデブリ・スィーパーと呼称）。武装というより自機保全の為の補助装置。宇宙塵等の排除用。ヒディアーズやマシンキャリバーに対しては牽制程度の威力しか無いが、人体程度ならば一瞬で蒸発させる程の威力がある。
- グラビティ・ウェイバー - 腹部に搭載する複合兵装。出力調整が可能なビーム砲「バニシング・スマッシャー」を放てるほか、ショック防御用のバリア展開機構も有する。
- ランスライフル - チェインバーの全高を凌ぐほどの長さを誇る携行兵器。先端部は加速器となっている。本装備とシールドを合わせて、多数のチェインバー部隊によりファランクス槍兵のような陣形を組む。
- シールド - ランスライフルと共に装備する防御兵装。四葉のクローバーのような形状をしている。
- レーザーモジュール - 両手首と両足首に装着するリストバンドの様な追加兵装。多数のレーザー射出口を持ち広範囲に砲撃可能。デフレクター・ビームより高威力でヒディアーズにも有効。使い捨てで電源か機構命数が尽きたら投棄される。
- マルチコアキャノン - チェインバー2機で発射する大型の高出力合体砲。前方の機体が照準を合わせ、後方の機体が出力する。劇中での登場シーンは第1話の1カットのみ。
- ピニオンハルバード - クジライカを倒すためピニオンが製作した大型槍。炸薬の仕込まれた先端のブレード部分を射出し、敵に当てて爆裂させた後にワイヤーで回収する。
- ビームライフル - ストライカーとの最終決戦時に装備した武装。海底遺跡から発掘された、バヨネット付のビームライフル（バヨネット部分は有線式で射出が可能）。
- ガトリングガン - ストライカーとの最終決戦時に装備した武装。ドラムマガジンの付いた5銃身のガトリングガン。
- ミサイルランチャー - ストライカーとの最終決戦時に装備した武装。両脚部に搭載された5連装ミサイルランチャー。

小説『遥か、邂逅の天地』では、破壊された後にヒカリムシ間の繋がりで構築された地球規模の情報ネットワークへAIをアップロードする事で喪失を免れていた事が判明する。情報ネットワークの中で大幅な自己進化を行い、現在ではあらゆる生命が可能性を探求し獲得する事を補助する「生命圏創発支援ネットワークシステム」となっている。
ストライカー
AI音声 - 藤村歩
クーゲルの愛機で、指揮官専用機として運用されているマシンキャリバー。クーゲル機の機体ナンバーはX-3752。チェインバーと同様の兵装と機体構造をしているものの、男性的なシルエットのチェインバーとは異なり、女性を思わせるスマートなシルエットをしている。頭部は髑髏を髣髴とさせるフェイスデザインで、メインカメラは口付近に配置された単眼式である。チェインバーの上位機種であるが、戦闘能力比較そのものはデータ登録されておらず明言されていない。
レド達より半年前にクーゲルと共に地球に漂着するも、彼が風土病で死亡するとその遺言を元に死を偽装し船団を支配していた。しかし、自らの思考と判断で『共存』を選んだレドを尊重したチェインバーと違い、唯一軌道修正を行えるクーゲルを失ったまま他者に思考と判断を放棄させ自身に依存させる『支配』を推し進め、最終的にシステムが自らを『神』と呼称するまでに暴走する。クーゲルの戦闘データをもとにシステムを最適化しており、機動力はチェインバーを47％も凌駕している。元々の機体性能も含め、無人機状態によるパイロットを考慮しない戦闘機動によってレドの乗るチェインバーを圧倒したが、最後はチェインバーによって破壊された。武装の詳細は下記の通り。
- グラビティ・ウェイバー - チェインバーと同じく腹部に搭載する複合兵装。
- ビームライフル - 指揮官機はチェインバーのようなランスライフルを装備しない代わりに、出力でランスライフルを上回り、近接戦闘時に銃口からレーザーブレードも発生可能なビームライフルを持つ。
- 機関砲 - チェインバーとの最終決戦時に装備した武装。左腕部に搭載する単銃身の機関砲。
- ミサイルランチャー - チェインバーとの最終決戦時に装備した武装。背部に2基を搭載する6連装ミサイルランチャー。

#### 艦艇
人類銀河同盟の艦艇は、どれも人型がモチーフとなっている。
ヘクサエレナ級特務艦
ヒディアーズ母星攻略のための切り札として建造された新型艦。通称「女神級」と呼ばれ、文字通り女神のような形状をしており、頭部や乳房も存在する。新兵器「ディメンストリーム（次元の渦）」を放つことができる。全6隻が投入された。
空母ラモラック
全長20kmを誇る巨人像のような形状の大型艦。艦前方に多数の戦域突入支援艇を搭載している。同盟軍がヒディアーズ母星の宙域から撤退する際、レドが帰還する予定だったのがこの艦である。
主力戦艦
人類銀河同盟の主力戦艦。先方の突撃部隊から砲撃戦列まで、艦隊の標準戦力を形成する汎用宇宙戦艦。
駆逐艦
通常型とパワーシールドを強化した派生型の2種類が存在する。艦首部は武器ブロックとなっている。
戦域突入支援艇
マシンキャリバー部隊（チェインバー120機）を一度に載せ、作戦宙域に突入する作戦支援舟艇。撤退時はマシンキャリバーをアームで収容する。

#### その他の兵器
クローザーパス
外部にチェインバーが搭乗し、量子次元爆弾を輸送するロケット型の機体。ヒディアーズ殲滅のために彼らの巣へ着陸した後、200基以上を設置する予定であった。

### 地球のメカ

#### ユンボロイド
地球で使用されている搭乗型のロボット。劇中では「ユンボロ」と呼称されることが多い。主な用途は作業用であるが、海賊用など戦闘に特化したものも存在する。大きさや形状は様々で、チェインバーも地球人にはユンボロイドの一種と認識されている。機体の制御には「コアユニット」というブラックボックス（旧文明の遺産で、現在の人類には作り出せない）が使われている。
大型ユンボロ
4本の巨大アームを持つ大型作業機。ユンボロの中では最大級。コクピットには3名まで搭乗できる。
中型ユンボロ
戦闘にも使われる中型作業機。装甲板を追加したり、武装としてマシンガンやニードルガンを装備可能。
小型ユンボロ
細かい仕事に適した小型作業機。全高は2m程度で、ユンボロとしては最小の機体。
潜水ユンボロ
サルベージ業者用の作業機。背部のフロートで姿勢制御を行い、ローターの推進力で潜航する。
潜水ユンボロ（クーゲル船団）
クーゲル船団が運用している機体。水中用だが脚部に車輪が付いている。武装は頭部や腕部の機関銃。
潜水ユンボロ（小説版）
小説『遥か、邂逅の天地』に登場。クジライカを追い払う任務に海上集落民が使用する。曳光魚雷を装備できる。
海賊ユンボロ
ラケージ海賊団が運用している機体。水中用だが陸上での戦闘も可能となっている。武装は頭部や腕部の機関銃。
ラケージユンボロ
「波乗りロブスター」の異名があるラケージ専用機。マシンキャリバーをも上回る巨体に、海上を俊敏に移動する機動力を誇る（その際は2隻の小型潜水艦を連結したサーフボードに乗る）。武装は頭部の機関銃や魚雷発射管、ハサミ状のクローアーム。同じユンボロイド相手には無敵を誇る戦闘力を持つが、チェインバーには及ばず撃退される。

#### その他のメカニック
マズル
AI音声 - 櫻井孝宏
OVA『めぐる航路、遥か』に登場。リーマと会話をしていた謎のロボット。その正体は、過去にコンチネンタル・ユニオンが地球を離れる直前に製造・運用していた「オーグメンテッドボディ」と呼ばれる人型機動兵器。後々に開発されたマシンキャリバーの祖先（前身）といえるもので、機体構造やAI（人工知能）を含め技術的にはユンボロよりも遥かに高性能だが、今の地球の兵器でも破壊は可能。現在は陸地国家が手に入れている。
リーマのみが操縦でき、作中ではレドが同乗したことでチェインバーのインターフェイスが反応しAI機能が拡張され、ある程度の会話も行い、リーマとの記憶も垣間見せる。ロケットブースターで海上をジャンプ移動し、装備するレーザーライフルで戦闘艦の砲台をことごとく破壊して無力化するが、最後は砲弾の直撃を受けて損傷し、海へと落下。マズル自身がリーマを助けるために頭部のコクピットを分離させ、胴体部分は爆散した。その後、頭部はレド達に回収されている。
イグナイト
小説『遥か、邂逅の天地』に登場。全高9m。ユンボロともオーグメンテッドボディとも違う謎の人型機動兵器。高度な技術で建造されたと考えられ、解明できていない部分が多い。陸地国家「アウグストニア」のスカヤをパイロットとして承認・登録する。何らかの支援システムを持ち、スカヤと会話できる。本機を見たレドは「マシンキャリバー」ではないかとの推測を立てている。
オーグメンテッドボディ
小説『遥か、邂逅の天地』に登場。全高約10m。旧文明時代、地球を離れる直前に製造・遺棄された遺物となる人型機動兵器。陸地国家の「アウグストニア」と「リベリスタン」が保有している。近年、突如起動が確認され、両国が秘密裏にこれを研究・配備している。OVA『めぐる航路、遥か』に登場したマズルもその内の1機である。
グラディエイター
小説『遥か、邂逅の天地』に登場。全高約12m。陸地国家の「アウグストニア」と「リベリスタン」が時の御柱を巡る「武闘の儀」の際に使用する人型機動兵器。複数のユンボロのコアユニットを組み合わせて作られている。

## 用語
人類銀河同盟
宇宙に散らばった人類が共闘し、群体宇宙生物ヒディアーズを殲滅するために成立させた人類史上初の統一政体。地球から送った救難信号が届くまで6582年掛かるほど、地球からは離れた位置に存在する。同盟市民の数は4億7000万人とされる。ヒディアーズの討伐を通しての人類の安定的な発展を行動目的としている。蛍光ピンクと緑色に塗り分けられたウィトルウィウス的人体図がシンボルマーク。保育を集団単位で行うため家族が存在せず、身体的弱者などの劣等者は淘汰されてしまうなど、科学的合理性に基づいた効率的な行動原理を持つ。同盟に属さない漂流部族もいる。
徴兵制度（兵役制）を備えた軍隊が存在し、その軍人は14万5000時間（16.5年）の軍務により、限定市民権と本拠地・アヴァロンでの4週間の渡航滞在許可（自由睡眠、自由飲食、並びに生殖の自由）を申請する権利が与えられる。余暇や移動時間は戦闘シミュレーションと睡眠学習に割かれ、娯楽の類は皆無。通貨概念すら存在せず、食料や酸素は配給チケットによる配給制であり、軍属は個人財産の保有も認められない。食料自体も必要栄養素をパッケージングした流動食で固形物はない。
その起源は、かつての地球で第五次氷河期の到来に備え宇宙進出を唱えた「コンチネンタル・ユニオン」と呼ばれる旧文明時代の多国籍連合組織にまで遡る。宇宙への脱出に関して他の恒星系へ時間が掛かり過ぎるという問題に対し、人のままで進出するために空間跳躍技術を開発する方針であり、人間を改造して進出しようとするイボルバーとは対立関係であった。イボルバーの非人道的な人体実験が明らかになった際には、国連決議を待たずに多国籍艦隊による先制攻撃を行い、一部の国家がイボルバー擁護に回ったため戦争が勃発、軌道上や地上の打ち上げ施設で激しい戦闘が繰り広げられる。地球の生存圏が大きく失われた頃には、他の恒星系へ行くためのワームホールドライブを開発したが、ドライブに自爆装置を内蔵して地球放棄の際に旧人類のみで脱出し、イボルバーの足止めを画策するなど、現在までに至る対立の元凶を作った。同盟内では自発進化推進派によるヒディアーズの誕生や元人間であるという事実は上層部で暗黙の了解となっているが、末端兵士に知らせても意味のない情報として隠蔽されている。
こうした経緯もあって、ヒディアーズに対抗する心理的意味も含め、自らが人であることを重要視しているため、大型戦艦などの兵器までもが人型を模した外見であり、チェインバーなどが有人兵器であることにつながっている(旧コンチネンタル・ユニオン時代より航宙駆逐艦が『人型』として描写される)。
コンチネンタル・ユニオンはワームホールの先で長い年月を漂流。生存に適した惑星を得るために散開して開拓するも得られず、コロニー「アヴァロン」を本拠地として構築している他、多数のコロニーを有している。なお、地球では同盟の先祖が宇宙へ行った話は、漠然としたお伽話にしか伝わっていなかった。
小説版では本編開始数か月前からヒディアーズに対して連敗を喫してしまい、劣勢に陥っている。睡眠啓発の情報が古いため、人口は4億7000万人から更に目減りしているという。漂流部族は対ヒディアーズ対策のために一度は結集した人類だったが、終わりの見えない戦争に恐怖した一部の人々が同盟から逃亡した結果、生まれたとされている。
TV版第1話では、ヒディアーズ本拠地強襲作戦に失敗して敗走。作戦開始前から既にかなり追い詰められており、この作戦も乾坤一擲だったことが台詞などに現れている。
小説『遥か、邂逅の天地』終盤においてその後の一部始終が語られており、ヒディアーズ本拠地強襲作戦で用いたワームホールから逆侵攻を受け、ワームホールを通過して来たブロッサム・セイルにアヴァロンを衝突させ押し戻す作戦を決行。作戦の成否は不明だが、その際に崩壊時に脱落した居住区9基と生存者4000万人がワームホールに巻き込まれ地球へ漂着し、後の陸地国家の基礎を築く事になる。その後の人類銀河同盟の顛末は不明だが、レドはアヴァロン喪失後に敗亡した可能性が高いと推察している。
ヒディアーズ （Hideous）
人類銀河同盟と敵対している、極めて高い戦闘能力を持つ宇宙生命体の総称。ヒディアーズという呼称は人類銀河同盟が「忌まわしい下等生物」という意味合いでつけた蔑称である。
数メートルから数十メートルサイズのオウムガイなどに似た姿をした「宇宙ヒディアーズ」をはじめ、三枚花のような中型の可搬体の「中型ヒディアーズ攻撃体」、ソーラーセイル状の身体に多数のヒディアーズを収容して対艦ビーム発射器官を備え、強大な攻撃力を持つ「攻撃型ヒディアーズ母艦」、さらに同じ攻撃が通用しない学習能力を持つ「進化型ヒディアーズ母艦」など、様々なバリエーションがある。外殻は擬似的な炭素結合を形成したナノマシンで構成され、堅牢な外骨格としても機能すると同時に、そこから電磁波を吸収して高効率にエネルギーを得ている。また、マシンキャリバーなど外部のエネルギー体どころか生きている人間まで捕食し、そこからエネルギーを得ることもできる。ワームホールの能力こそ有していないものの、急速に進化する能力で変異を繰り返すことによって、その戦闘能力は人類銀河同盟を凌駕している。
本拠地はワームホールドライブを抜けた先にあるホットジュピター型惑星の裏側直上に「巣」と呼ばれる惑星を持つ。周辺はホットジュビター型惑星の輻射熱により多方面からの侵入を不可能にし、唯一侵入可能な惑星影側には強力な拡散型の生体ガンマ線レーザー砲を有する防衛プラットフォーム「ブロッサム・セイル」を配置することにより難攻不落の防御力を有している。
その祖先は人類であり、旧文明時代の地球で第五次氷河期に対し宇宙への脱出を図るに際し、自発進化推進派「イボルバー」と呼ばれた勢力が遺伝子操作とナノマシンの共生化によって人類を改造して意図的に創りだした、「共生体」と呼ばれる人類の進化形態である。
旧文明時代から、対立勢力である人類銀河同盟の前身「コンチネンタル・ユニオン」と戦いを続けており、地球圏で活動していた頃は人としての知性を保っている様子であったが、地球を離れた後も宇宙の過酷な環境と人類銀河連盟との戦闘で強力に進化した末に、倫理や人道どころか文化・情操も捨て去り、人間らしさを捨ててでも生存するための生体兵器群と化してしまった。
クジライカ
宇宙に進出しなかったヒディアーズ。姿は巨大なイカに似ており、胴体には多数の複眼を持つ。
チェインバーからは従来の宇宙ヒディアーズと比較して「地球型ヒディアーズ」とも呼称される。天敵の不在により、外殻もビーム発射器官も退化しているものの、地球の海における最強生物であり地球人からは聖なる生き物と考えられている。普段は温厚だが、攻撃を受けたり巣が危機に晒されると凶暴化する。胴体に大量の卵を抱えた、通常よりも巨大な個体も存在する。なお、生まれてくる幼生体は人間の赤子や子供に比較的近い外見をもつ。
ヒカリムシ
電磁波を吸収して発電・発光する性質を持つ、海の中を漂う旧文明時代のナノマシン。クジライカの外殻はこれとほぼ同じもので構成されている。これが存在する海流は淡い光を放つ「銀河道」と呼ばれ、船団にとっては電力の供給源ともなっており、船団は銀河道に沿うような形で移動している。ヒカリムシが過剰に発電した電気は海面から一気に上空に放出され、「昇雷」という現象を起こす。
海流の流れで銀河道が交わった場所には、ヒカリムシの群れが輪を作る。その輪に入り込んだ魚は輪の外に出られなくなるため、この場所は優れた漁場になる。この輪が解ける時には、「光の帳」と呼ばれる大量の放電現象が発生する。
元々は自発進化推進派「イボルバー」が共生体（ヒディアーズ）のデバイスとして開発したナノマシンである。
地球
太陽系第三惑星で人類発祥の星。作中では旧文明時代に発生した寒冷化とその後の温暖化で陸地の殆どが水没しており、人々はガルガンティアの様に複数の船を連結して船団を組むことで生活を営んでいる。
人類銀河同盟では前身であるコンチネンタル・ユニオンが地球放棄を行ってから長い年月が過ぎているため、地球の存在は記録上で示唆される程度の扱いでしかない。地球から遠い宇宙で活動しているため、地球が再び生存可能な惑星になったことを把握しておらず、「太陽の異常活動で氷漬けの死の星になった」としか記録されていない。
旧文明時代の映像では急激な地球寒冷化の進行により「青い惑星」ではなく、「白い惑星」になってしまった地球の姿が確認できる。
旧文明時代
かつて地球に栄えた文明があった時代のこと。旧世界文明とも呼ばれる。太陽の異常活動による全地球的な寒冷化を原因とした一連の出来事により文明が崩壊し、事実上終焉した。その研究は考古学と呼ばれるほど遠い昔の時代であり、イボルバーやコンチネンタル・ユニオンの話も半ばお伽話となっている。旧文明の科学力は現実の現代より遥かに進んでおり、6基の軌道エレベータ、持続可能進化研究所やガルガンティア号のマスドライバー施設、更には大規模宇宙ステーション、恒星間移民船の建造にも着手していた。レーザーなど一部の技術は原理的にチェインバーの武装と同様で使用可能だが、コンパクト化や効率では大きく劣っている。
海底遺跡の極限環境用記録媒体に残されていたデータは地球寒冷期が到来した文明末期の時代のものであり、イボルバー設立経緯とコンチネンタル・ユニオンの宇宙開発、両勢力の対立についての映像が記録されていた。
ガルガンティア号の人々などの地球残留人類は、コンチネンタル・ユニオンにもイボルバーにも属さず、両勢力の地球放棄の際に地球圏へ置き去りにされた人々の末裔である。人工的な技術で太陽の活動を活発化させたことで氷河期を早期に終わらせたが、温暖化が過ぎて海面が上昇したために、文明の知識を次代へと引き継ぐ為の資産や設備を失ったことで科学は全般にわたって大きく後退し、多くの分野で現代にも劣るレベルとなっている。そして、船団は水没した旧文明の遺跡から遺物を引き上げることで船の補修に使う鋼材やユンボロの動力源などを得ており、ピニオンなどはその専門業者である。
霧の海
地球にある地名。常に深い霧に覆われた海で、帰ってきた者はいないと噂になっている。魚が住めない程のヒカリムシが存在している。海底には旧時代文明の遺跡があり、大量のクジライカが生息する巣となっている危険地帯であり、かつてピニオンは兄と共に海底遺跡を発見して調査した際にクジライカに兄を殺されている。海底遺跡はかつての自発進化推進派「イボルバー」が、後にヒディアーズとなる共生体を生み出した「持続可能進化研究所」の跡地であり、ヒディアーズが誕生する原因となった旧文明時代末期の映像を記録した極限環境用の記憶媒体が残されている。
竜宮城
OVA『めぐる航路、遥か』に登場。海に浮かぶ巨大人工浮島（メガフロート）。海上貿易の拠点であり、通称『竜宮城』と呼ばれている。陸地とも交流を持つ。
陸地国家
OVA『めぐる航路、遥か』に登場。地球上には沈まずに残った陸地が存在しており、そこでは既に何百年と国家間戦争が続いている。小説『遥か、邂逅の天地』では、「アウグストニア」と「リベリスタン」の2ヶ国が登場する。大陸から突き出た三半島の西側を治める「アウグストニア」は階級社会制で、国力を回復しつつリベリスタンとの対立関係を続けている。一方、半島の東側を治める「リベリスタン」は資本主義・自由競争主義であり、貧富の差が激しい。なお、三半島の中央部分は2ヶ国の緩衝域として管理される「共同租界」となっている。
武闘の儀
小説『遥か、邂逅の天地』にて、「時の御柱」のエネルギー権を得るためのアウグストニアとリベリスタンによる代理戦争のこと。4年に1度開催され、戦闘用ユンボロの「グラディエイター」を使った決闘が行われる。
時の御柱
小説『遥か、邂逅の天地』に登場。陸地の上空に1日に1度出現する巨大な糸状物体。上空を8の字軌道で周回しながら、電気エネルギーをマイクロウェーブ放射で真下に放出する。この電力を利用できるのは陸地国家のみ。
その正体はコンチネンタル・ユニオンが建造した軌道エレベーター。落下したアヴァロン居住区の生存者により地上送電施設へと改修されており、放出されるマイクロウェーブは居住区残骸を改修した給電設備を介してアヴァロン居住区の機能維持に用いられていた。
また、軌道上を周回するワームホール発生システムの残骸が170年周期で軌道エレベーターに最接近する際、残骸の大質量から生じる強力な磁界が電磁誘導で大電力を励起させ、膨大なエネルギー放出を引き起こす。これが氷河期終結を加速させ、「大いなる恵み」の伝承を産み出した。

## スタッフ
- 原作 - オケアノス
- 原案・監督 - 村田和也
- 原案・シリーズ構成（TV）・ストーリー監修（OVA） - 虚淵玄
- キャラクター原案 - 鳴子ハナハル
- アニメーションキャラクターデザイン - 田代雅子
- メカニックデザイン - 石渡マコト
- ガルガンティアイメージ - 岡田有章
- 設定考証・デザイン - 小倉信也、白土晴一（OVA）
- プロップデザイン - 常木志伸、村山章子
- 美術監督 - 栫ヒロツグ
- 美術監修・美術設定 - 加藤浩
- 色彩設計 - 田中美穂
- 3D監督 - 遠藤誠（TV）、須藤悠（OVA）
- 3Dテクニカルディレクター - 須藤悠
- モニターワークス - 吉祥寺トロン
- 特殊効果 - 村上正博（TV）、太田憲之（OVA）
- 撮影監督 - 田中宏侍
- 編集 - 浜宇津妙子
- 音響監督 - 明田川仁
- 音楽 - 岩代太郎
- 音楽制作 - ランティス
- チーフプロデューサー - 大河原健、でじたろう、角田博昭、田中文啓
- プロデューサー
  - TV - 菊川裕之、平澤直、明神一郎、北田修一、小池克実、小田ツヨシ、文宣恵
  - OVA - 菊川裕之、鈴木哲史、村松裕基、北田修一、木皿陽平、山田香穂、文宣恵
- アニメーションプロデューサー - 大上裕真
- アニメーション制作 - Production I.G
- 製作 - 「翠星のガルガンティア」製作委員会（バンダイビジュアル、Production I.G、ニトロプラス、YTE、ランティス、グッドスマイルカンパニー、ブシロード）

## 主題歌
テレビアニメ
「この世界は僕らを待っていた」
茅原実里による第2話 - 第11話・第14話 - 第15話オープニングテーマ。作詞は畑亜貴、作曲・編曲は中土智博。
オープニング曲パートの無い第1話・第13話ではエンディングテーマとして使用。
「空とキミのメッセージ」
ChouChoによる第2話 - 第12話・第14話 - 第15話エンディングテーマ。作詞はこだまさおり、作曲・編曲は矢吹香那。

OVA『めぐる航路、遥か』
「はじまりの翼」
TRUEによるオープニングテーマ。作詞は唐沢美帆、作曲は原田篤、編曲は桑田聖。
「大切な宝物」
ChouChoによるエンディングテーマ。作詞はChouCho、作曲・編曲はh-wonder。

## 各話リスト
| 話数             | サブタイトル          | 脚本         | 絵コンテ            | 演出              | 作画監督                                                        | メカ・エフェクト 作画監督                                  | 総作画監督          |
| テレビアニメ     | テレビアニメ          | テレビアニメ | テレビアニメ        | テレビアニメ      | テレビアニメ                                                    | テレビアニメ                                               | テレビアニメ        |
| ---------------- | --------------------- | ------------ | ------------------- | ----------------- | --------------------------------------------------------------- | ---------------------------------------------------------- | ------------------- |
| 01               | 漂流者                | 虚淵玄       | 村田和也            | 村田和也          | 石川真理子                                                      | 岩瀧智                                                     | 田代雅子            |
| 02               | 始まりの惑星          | 谷村大四郎   | 村田和也 小林敦     | 小林敦            | 吉川真帆、石井明治 宮川智恵子、窪田康高 天崎まなむ              | 岩瀧智 ねこまたや                                          | 田代雅子            |
| 03               | 無頼の女帝            | 砂阿久雁     | 西村純二            | 新留俊哉          | 中村悟                                                          | 岩瀧智 ねこまたや                                          | 田代雅子            |
| 04               | 追憶の笛              | 七篠トリコ   | 鎌倉由実            | 石井久志          | 小澤郁、永島明子                                                | 岩瀧智                                                     | 田代雅子            |
| 05               | 凪の日                | 谷村大四郎   | 岡村天斎            | 井端義秀          | 天崎まなむ、永島明子 ねこまたや（船作監）                       | -                                                          | -                   |
| 06               | 謝肉祭                | 海法紀光     | 山内重保            | 山内重保 木村延景 | 石井明治、堀元宣                                                | -                                                          | 田代雅子 佐々木敦子 |
| 07               | 兵士のさだめ          | 谷村大四郎   | 新留俊哉            | 新留俊哉          | 織田誠                                                          | 岩瀧智 大浪太                                              | -                   |
| 08               | 離別                  | 七篠トリコ   | 村田和也            | 石川真理子        | 永島明子、小澤郁                                                | -                                                          | 佐々木敦子          |
| 09               | 深海の秘密            | 海法紀光     | 平田智浩            | 平田智浩          | 加々美高浩、植田実 才木康寛                                     | -                                                          | 田代雅子            |
| 10               | 野望の島              | 谷村大四郎   | 小村方宏治          | 小村方宏治        | 石塚健、森田史                                                  | -                                                          | 佐々木敦子          |
| 11               | 恐怖の覇王            | 海法紀光     | 新留俊哉            | 新留俊哉          | 中村深雪、李富煕                                                | -                                                          | 田代雅子            |
| 12               | 決断のとき            | 谷村大四郎   | 村田和也            | 井端義秀          | 中村悟、堀元宣                                                  | -                                                          | 佐々木敦子          |
| 13               | 翠の星の伝説          | 虚淵玄       | 村田和也            | 村田和也 鎌倉由実 | 植田実、小澤郁 中村深雪、片桐貴悠 堀元宣、村山章子              | -                                                          | 田代雅子            |
| 未放送エピソード |                       |              |                     |                   |                                                                 |                                                            |                     |
| 14               | 廃墟船団              | 七篠トリコ   | 石川真理子 村田和也 | 石川真理子 米林拓 | 折井ー雅、石橋翔祐 永島明子、岡真里子 渋谷秀、頂真司 石川真理子 | -                                                          | 佐々木敦子          |
| 15               | まれびとの祭壇        | 七篠トリコ   | 佐野隆史 村田和也   | 新留俊哉          | 栗田聡美、清水勝祐 永島明子、李富煕                             | -                                                          | 田代雅子            |
| OVA              |                       |              |                     |                   |                                                                 |                                                            |                     |
| 1                | めぐる航路、遥か 前編 | 谷村大四郎   | 村田和也            | 村田和也          | 伊藤秀樹、永島明子 李富煕、小澤郁 海島千本、石川真理子          | 桝田浩史                                                   | 田代雅子            |
| 2                | めぐる航路、遥か 後編 | 谷村大四郎   | 村田和也            | 村田和也 傳沙織   | 永島明子、小澤郁 今橋明日菜                                     | ねこまたや（エフェクト） 中原久文（メカ） 橋口コウジ（船） | 海島千本            |

## 放送局
| 放送地域   | 放送局             | 放送期間               | 放送日時                     | 放送系列              | 備考                      |
| ---------- | ------------------ | ---------------------- | ---------------------------- | --------------------- | ------------------------- |
| 東京都     | TOKYO MX           | 2013年4月7日 - 6月30日 | 日曜 22:00 - 22:27           | 独立局                |                           |
| 日本全域   | バンダイチャンネル | 2013年4月7日 - 6月30日 | 日曜 22:00 更新              | ネット配信            |                           |
| 近畿広域圏 | 読売テレビ         | 2013年4月9日 - 7月2日  | 火曜 1:58 - 2:28（月曜深夜） | 日本テレビ系列        | 『MANPA』第1部            |
| 日本全域   | BS11               | 2013年4月10日 - 7月3日 | 水曜 0:00 - 0:30（火曜深夜） | BS放送                | 『ANIME+』枠              |
| 中京広域圏 | 中京テレビ         | 2013年4月10日 - 7月3日 | 水曜 2:37 - 3:07（火曜深夜） | 日本テレビ系列        |                           |
| 日本全域   | ニコニコ生放送     | 2013年4月10日 - 7月3日 | 水曜 23:00 - 23:30           | ネット配信            |                           |
| 日本全域   | NOTTV              | 2013年5月7日 - 7月30日 | 火曜 19:00 - 19:30           | モバキャス            | リピート放送あり          |
| 日本全域   | 日テレプラス       | 2013年6月29日          | 土曜 18:00 - 19:30           | 日本テレビ系列 CS放送 | 第1話 - 第3話を連続放送   |
| 日本全域   | 日テレプラス       | 2013年7月6日           | 土曜 18:00 - 19:30           | 日本テレビ系列 CS放送 | 第4話 - 第6話を連続放送   |
| 日本全域   | 日テレプラス       | 2013年6月30日          | 日曜 18:00 - 19:30           | 日本テレビ系列 CS放送 | 第7話 - 第9話を連続放送   |
| 日本全域   | 日テレプラス       | 2013年7月7日           | 日曜 18:00 - 20:00           | 日本テレビ系列 CS放送 | 第10話 - 第13話を連続放送 |
| 兵庫県     | サンテレビ         | 2014年7月5日 - 9月27日 | 土曜 22:30 - 23:00           | 独立局                | [ 注 6 ]                  |
| 日本全域   | AT-X               | 2014年10月1日 -        | 水曜 20:00 - 20:30           | CS放送                | リピート放送あり          |

## イントロダクションノベル
『イントロダクションノベル』は公式サイトで月イチ配信の、脚本谷村大四郎、イラスト鳴子ハナハルによるオンライン小説。

## ショートムービー
『ぷちっとがるがんてぃあ』は、公式サイトで配信のショートムービー。毎週水曜日更新。全13話。
「等身が本編より70%縮小、愛らしさが本編比900%以上増大と推定され、本編の情報を補足しつつあとは適当に遊べばいいじゃん!」という企画。各話の長さは実質1分間程度。一部の回を除いて、1名または2名のキャラがゲストとして出演し、レド、チェインバーとトークを行う。チェインバーの通訳なしで最初から地球（ガルガンティア船団）の人達と言葉が通じたり、レドが動揺しやすい性格、チェインバーが毒舌かつ自意識過剰、時にはお仕置きじみたことをするような性格になっているなど、本編とは少々設定が異なっている。また、話数を重ねるごとにチェインバー自身がゲストキャラによって蹴り飛ばされたり、その場をごまかすような形で自らフェードアウトして行くことが多くなっている。
- 監督・演出 - 芦名みのる
- 脚本 - 谷村大四郎
- ぷちキャラクターデザイン - くぅ。
- 作画アニメーション - たけはらみのる
- アニメーション制作 - スタジオぷYUKAI
- 制作 - Production I.G

| 話数 | 配信日         | 出演キャラ                             |
| ---- | -------------- | -------------------------------------- |
| 1話  | 2013年 4月10日 | レド、チェインバー、エイミー           |
| 2話  | 4月17日        | レド、チェインバー、エイミー、ベローズ |
| 3話  | 4月24日        | レド、チェインバー、ベローズ、リジット |
| 4話  | 5月1日         | レド、チェインバー、リジット、エイミー |
| 5話  | 5月8日         | レド、チェインバー、メルティ、サーヤ   |
| 6話  | 5月15日        | レド、チェインバー、エイミー           |
| 7話  | 5月22日        | レド、チェインバー、ベローズ           |
| 8話  | 5月29日        | レド、チェインバー、リジット、エイミー |
| 9話  | 6月5日         | レド、チェインバー                     |
| 10話 | 6月12日        | レド、チェインバー、ピニオン           |
| 11話 | 6月19日        | レド、チェインバー、メルティ、サーヤ   |
| 12話 | 6月26日        | レド、チェインバー、エイミー           |
| 13話 | 7月3日         | レド、チェインバー、エイミー           |

## Blu-ray Disc
テレビ未放送話のOVAを同時収録したBD-BOXのみ発売されており、DVDは2013年7月26日から開始された全6巻のレンタルのみ。2021年2月25日に「翠星のガルガンティア Complete Blu-ray BOX」が発売されることが発表された。
| 巻数                                             | 発売日                         | 収録話                                                   | 規格品番     |
| テレビアニメ                                     | テレビアニメ                   | テレビアニメ                                             | テレビアニメ |
| ------------------------------------------------ | ------------------------------ | -------------------------------------------------------- | ------------ |
| 1                                                | 2013年8月28日                  | 第1話 - 第4話、第14話（OVA）                             | BCXA-0751    |
| 2                                                | 2013年9月25日                  | 第5話 - 第9話、「ぷちっとがるがんてぃあ」全13話 + 特別編 | BCXA-0752    |
| 3                                                | 2013年10月25日                 | 第10話 - 第13話、第15話（OVA）                           | BCXA-0753    |
| OVA『翠星のガルガンティア 〜めぐる航路、遥か〜』 |                                |                                                          |              |
| 前編                                             | 2014年9月27日 （劇場先行発売） | 前編                                                     |              |
| 前編                                             | 2014年11月21日 （一般発売）    | 前編                                                     | BCXA-0931    |
| 後編                                             | 2015年5月27日                  | 後編                                                     | BCXA-0932    |

## 書誌情報

### 漫画
翠星のガルガンティア
三途河ワタルによるコミカライズ作品。ニュータイプエース（角川書店）2013年Vol.17号より連載開始し、vol.23まで掲載した後ニュータイプエース休刊に伴い、角川ニコニコエースへ移籍。角川ニコニコエースvol.94からvol.116まで連載。アニメに忠実な内容となっている。単行本のレーベルはカドカワコミックス・エース。全3巻。
| 巻数 | タイトル               | 初版発行日    | 発売日       | ISBN                   |
| ---- | ---------------------- | ------------- | ------------ | ---------------------- |
| 1    | 翠星のガルガンティア 1 | 2013年4月10日 | 2013年4月8日 | ISBN 978-4-04-120677-5 |
| 2    | 翠星のガルガンティア 2 | 2013年9月10日 | 2013年9月7日 | ISBN 978-4-04-120850-2 |
| 3    | 翠星のガルガンティア 3 | 2014年3月10日 | 2014年3月7日 | ISBN 978-4-04-121068-0 |
翠星のガルガンティア 水端のベローズ
ベローズの過去を描いたスピンオフ作品。ファミ通コミッククリアで2013年6月7日から2015年1月30日にかけて連載。全2巻。
- 漫画 - しゅー
- 掲載誌 - ファミ通コミッククリア
- 発行 - KADOKAWA

| 巻数 | タイトル                              | 初版発行日    | 発売日   | ISBN                   |
| ---- | ------------------------------------- | ------------- | -------- | ---------------------- |
| 1    | 翠星のガルガンティア 水端のベローズ 1 | 2014年2月15日 | 同日発売 | ISBN 978-4-04-729409-7 |
| 2    | 翠星のガルガンティア 水端のベローズ 2 | 2015年3月14日 | 同日発売 | ISBN 978-4-04-730280-8 |
4コマ翠星のガルガンティア
4コマ漫画。月刊ブシロードで2014年8月号から2015年1月号にかけて連載。未単行本化。
- 漫画 - うず
- 掲載誌 - 月刊ブシロード
- 発行 - ブシロード(発売 - KADOKAWA）

翠星のガルガンティア 〜めぐる航路、遥か〜
月刊コミック アース・スターで2014年10月号から休刊となる12月号まで紙雑誌、以降はweb媒体で2015年2月20日から6月26日まで連載。前編のみで、掲載終了。
- 漫画 - 杉浩太郎
- 掲載誌 - 月刊コミック アース・スター
- 発行 - アース・スター エンターテイメント

| タイトル                                           | 初版発行日    | 発売日   | ISBN                   |
| -------------------------------------------------- | ------------- | -------- | ---------------------- |
| 翠星のガルガンティア 〜めぐる航路、遥か〜 [前編] 1 | 2015年3月12日 | 同日発売 | ISBN 978-4-80-300692-6 |
| 翠星のガルガンティア 〜めぐる航路、遥か〜 [前編] 2 | 2015年9月12日 | 同日発売 | ISBN 978-4-80-300758-9 |

### 小説
翠星のガルガンティア 少年と巨人
レドと愛機チェインバーとの出会いから本編に至る前日譚（プリクエル）が描かれている。後にファミ通文庫にて「翠星のガルガンティア 外伝・少年と巨人」のタイトルで文庫化された。また、その際はカバーイラストが一新され、キャラクター設定画なども追加掲載されている。
- 著者 - 海法紀光
- 監修 - 虚淵玄
- カバーイラスト&カラー挿絵 - 鳴子ハナハル
- 挿絵 - Production I.G
- 発行 - Nitroplus、KADOKAWA（ファミ通文庫版）
- カバーイラスト - 田代雅子（ファミ通文庫版）

| 巻数 | タイトル             | サブタイトル     | 初版発行日・発売日 | ISBN                   |
| ---- | -------------------- | ---------------- | ------------------ | ---------------------- |
| 1    | 翠星のガルガンティア | 少年と巨人       | 2013年5月20日      | —                      |
| 外伝 | 翠星のガルガンティア | 外伝・少年と巨人 | 2013年11月30日     | ISBN 978-4-04-729298-7 |
翠星のガルガンティア
- 著者 - 谷村大四郎
- 監修 - 虚淵玄
- イラスト - 村山章子
- 発行 - ファミ通文庫

テレビアニメ本編のノベライズ
| 巻数 | タイトル               | 初版発行・発売日 | ISBN                   |
| ---- | ---------------------- | ---------------- | ---------------------- |
| 1    | 翠星のガルガンティア 1 | 2013年6月11日    | ISBN 978-4-04-728918-5 |
| 2    | 翠星のガルガンティア 2 | 2013年7月11日    | ISBN 978-4-04-728979-6 |
| 3    | 翠星のガルガンティア 3 | 2013年10月11日   | ISBN 978-4-04-729098-3 |
翠星のガルガンティア〜遥か、邂逅の天地〜
#概要にも記された通り、諸事情で未制作となったアニメ版第2期用に準備されていたシナリオプロットを小説化したもの。本作の舞台設定はTV版から2年後となる。新たな主人公として少年「ラッセル」と少女「スカヤ」が登場する。
- 著者 - 谷村大四郎
- 監修 - 村田和也
- イラスト - 鳴子ハナハル
- 発行 - ファミ通文庫 ※B6版の書籍として出版。

| 巻数 | タイトル                                     | 初版発行・発売日 | ISBN                   |
| ---- | -------------------------------------------- | ---------------- | ---------------------- |
| 1    | 翠星のガルガンティア 〜遥か、邂逅の天地〜 上 | 2015年8月29日    | ISBN 978-4-04-730518-2 |
| 2    | 翠星のガルガンティア 〜遥か、邂逅の天地〜 下 | 2016年3月30日    | ISBN 978-4-8030-0758-9 |

### 関連書籍
翠星のガルガンティア PROGRESS FILES
- 2013年12月20日発売、バンダイビジュアル、ISBN 978-4-894-57105-1

翠星のガルガンティア ワールドクリエイション
- 2014年1月22日発売、一迅社、ISBN 978-4-758-01351-2

## ゲーム

### オンラインゲーム
翠星のガルガンティア ONLINE FLEETが2014年8月26日より正式サービスを開始。
また、ミニゲーム翠星のガルガンティア ～キミと届けるメッセージ～(外部リンク)をクリアすることで上記オンラインゲーム内で使えるシリアルコードを得ることが出来る。
シリアルコードは三種類あり三種のエンディングによりそれぞれ内容が変化する。
配布期間は以下の通り。
- シリアルコード
  - 配布終了日時:2014年9月16日 15:00迄
  - 受付終了日時:2014年10月2日 15:00迄

### 体感型ゲーム
翠星のガルガンティア×リアル謎解きゲーム 最凶謎解海賊船団、襲来が2014年9月27日・28日と10月18日・19日にJ-SQUARE SHINAGAWAで開催。
あそびファクトリーの主催によるリアル謎解きゲーム。

### クロスオーバー作品
スーパーロボット大戦シリーズ
バンダイナムコエンターテインメントからリリースされている、複数のロボットアニメ作品が共演するクロスオーバー作品。
第3次スーパーロボット大戦Z 天獄篇
2015年4月2日に発売のPlayStation 3 ・PlayStation Vita用ゲーム。
スーパーロボット大戦X-Ω
2015年10月5日に配信のiOS・Android用ゲームアプリ。『少年アシベ GO! GO! ゴマちゃん』とのコラボレーションで2019年4月16日から23日まで期間限定で参戦した。

## イベント等
- Mobageでは利用者のアバター衣装を入手できるコインガチャが設置されていた。
- グッドスマイル&カラオケの鉄人カフェ
  - 2013年4月23日〜5月6日の期間中、イラスト展が開催された。
  - 2013年5月28日〜6月30日の期間中、コラボレーションカフェが開催された。
- NECビッグローブの『嫁コレ』で2013年6月11日からエイミーが登場し、2013年7月2日からレド、2013年7月30日からチェインバー、2013年9月3日からベローズが登場。
- ブシロードの『神狩デモンズトリガー』で2013年6月18日〜7月16日の期間中、ゲーム内でコラボレーションイベントが実施された。
- ゲームオンの『Legend of Souls』で2013年6月19日〜7月24日の期間中、ゲーム内でコラボレーションイベントが実施された。
- ガマニアデジタルエンターテインメントの『エンゲージナイツ〜新約英雄大戦〜』で2013年7月5日〜2013年7月16日の期間中、コラボレーションアイテムが配布された。
- 2013年7月4日 - 7月16日の期間中、中野ブロードウェイを会場に『翠星のガルガンティア メッセージミュージアム』が開催された。
- ゲームオンの『ArcheAge』で2013年9月18日から10月24日にかけて、コラボレーションアイテムが配布された。
- マーベラスの『集めて!とらんぷ娘れくしょん』で2015年1月7日より「翠星のガルガンティア」のカードが追加された。

## Webラジオ
『ガルガンティア船団広報局』のタイトルで、2014年7月5日から2015年4月4日までfunラジオにて配信された。全16回。パーソナリティは、石川界人（レド 役）、水瀬いのり（リーマ 役）。